# Neodiostrombus longicaudata
Neodiostrombus longicaudata är en insektsart som beskrevs av Van Stalle 1990. Neodiostrombus longicaudata ingår i släktet Neodiostrombus och familjen Derbidae. Inga underarter finns listade i Catalogue of Life.